# Список астероїдів (24701—24800)
| Назва                          | Тимчасове позначення | Дата відкриття    | Місце відкриття                | Відкривач                        |
| ------------------------------ | -------------------- | ----------------- | ------------------------------ | -------------------------------- |
| 24701 Еліу-Ене (Elyu-Ene)      | 1990 VY5             | 15 листопада 1990 | Обсерваторія Ла-Сілья          | Ерік Вальтер Ельст               |
| (24702) 1991 OR                | 1991 OR              | 18 липня 1991     | Паломарська обсерваторія       | Генрі Гольт                      |
| (24703) 1991 PA                | 1991 PA              | 3 серпня 1991     | Обсерваторія Кійосато          | Сатору Отомо                     |
| (24704) 1991 PM4               | 1991 PM4             | 3 серпня 1991     | Обсерваторія Ла-Сілья          | Ерік Вальтер Ельст               |
| (24705) 1991 PV4               | 1991 PV4             | 3 серпня 1991     | Обсерваторія Ла-Сілья          | Ерік Вальтер Ельст               |
| (24706) 1991 PA5               | 1991 PA5             | 3 серпня 1991     | Обсерваторія Ла-Сілья          | Ерік Вальтер Ельст               |
| (24707) 1991 PL5               | 1991 PL5             | 3 серпня 1991     | Обсерваторія Ла-Сілья          | Ерік Вальтер Ельст               |
| (24708) 1991 PX5               | 1991 PX5             | 6 серпня 1991     | Обсерваторія Ла-Сілья          | Ерік Вальтер Ельст               |
| 24709 Мітау (Mitau)            | 1991 PE6             | 6 серпня 1991     | Обсерваторія Ла-Сілья          | Ерік Вальтер Ельст               |
| (24710) 1991 PX14              | 1991 PX14            | 6 серпня 1991     | Паломарська обсерваторія       | Генрі Гольт                      |
| 24711 Шаміссо (Chamisso)       | 1991 PN17            | 6 серпня 1991     | Обсерваторія Карла Шварцшильда | Ф. Бернґен                       |
| 24712 Больцман (Boltzmann)     | 1991 RP3             | 12 вересня 1991   | Обсерваторія Карла Шварцшильда | Ф. Бернґен, Лутц Шмадель         |
| 24713 Екрутт (Ekrutt)          | 1991 RE4             | 12 вересня 1991   | Обсерваторія Карла Шварцшильда | Лутц Шмадель, Ф. Бернґен         |
| (24714) 1991 RT9               | 1991 RT9             | 10 вересня 1991   | Паломарська обсерваторія       | Генрі Гольт                      |
| (24715) 1991 RZ15              | 1991 RZ15            | 15 вересня 1991   | Паломарська обсерваторія       | Генрі Гольт                      |
| (24716) 1991 RB19              | 1991 RB19            | 14 вересня 1991   | Паломарська обсерваторія       | Генрі Гольт                      |
| (24717) 1991 SA                | 1991 SA              | 16 вересня 1991   | Обсерваторія Кійосато          | Сатору Отомо                     |
| (24718) 1991 SW                | 1991 SW              | 30 вересня 1991   | Обсерваторія Сайдинг-Спрінг    | Роберт Макнот                    |
| (24719) 1991 SE1               | 1991 SE1             | 30 вересня 1991   | Обсерваторія Сайдинг-Спрінг    | Роберт Макнот                    |
| (24720) 1991 SV1               | 1991 SV1             | 16 вересня 1991   | Паломарська обсерваторія       | Генрі Гольт                      |
| (24721) 1991 TJ                | 1991 TJ              | 1 жовтня 1991     | Обсерваторія Сайдинг-Спрінг    | Роберт Макнот                    |
| (24722) 1991 TK                | 1991 TK              | 1 жовтня 1991     | Обсерваторія Сайдинг-Спрінг    | Роберт Макнот                    |
| (24723) 1991 TW8               | 1991 TW8             | 1 жовтня 1991     | Обсерваторія Кітт-Пік          | Spacewatch                       |
| (24724) 1991 UN                | 1991 UN              | 18 жовтня 1991    | Обсерваторія Кушіро            | Сейджі Уеда, Хіроші Канеда       |
| (24725) 1991 UD3               | 1991 UD3             | 31 жовтня 1991    | Обсерваторія Кушіро            | Сейджі Уеда, Хіроші Канеда       |
| (24726) 1991 VY                | 1991 VY              | 2 листопада 1991  | Обсерваторія Кітамі            | Ацусі Такагасі, Кадзуро Ватанабе |
| (24727) 1991 VD1               | 1991 VD1             | 4 листопада 1991  | Обсерваторія Кушіро            | Сейджі Уеда, Хіроші Канеда       |
| 24728 Скаджелл (Scagell)       | 1991 VO2             | 11 листопада 1991 | Стейкенбрідж                   | Браян Маннінґ                    |
| (24729) 1991 VE3               | 1991 VE3             | 13 листопада 1991 | Обсерваторія Кійосато          | Сатору Отомо                     |
| (24730) 1991 VM5               | 1991 VM5             | 5 листопада 1991  | Обсерваторія Кійосато          | Сатору Отомо                     |
| (24731) 1991 VN9               | 1991 VN9             | 4 листопада 1991  | Обсерваторія Кітт-Пік          | Spacewatch                       |
| (24732) 1992 CL2               | 1992 CL2             | 2 лютого 1992     | Обсерваторія Ла-Сілья          | Ерік Вальтер Ельст               |
| (24733) 1992 DM9               | 1992 DM9             | 29 лютого 1992    | Обсерваторія Ла-Сілья          | UESAC                            |
| 24734 Каренесс (Kareness)      | 1992 EA1             | 10 березня 1992   | Обсерваторія Сайдинг-Спрінг    | Данкан Стіл                      |
| (24735) 1992 EU6               | 1992 EU6             | 1 березня 1992    | Обсерваторія Ла-Сілья          | UESAC                            |
| (24736) 1992 EV8               | 1992 EV8             | 2 березня 1992    | Обсерваторія Ла-Сілья          | UESAC                            |
| (24737) 1992 ED14              | 1992 ED14            | 2 березня 1992    | Обсерваторія Ла-Сілья          | UESAC                            |
| (24738) 1992 EK14              | 1992 EK14            | 2 березня 1992    | Обсерваторія Ла-Сілья          | UESAC                            |
| (24739) 1992 EB15              | 1992 EB15            | 1 березня 1992    | Обсерваторія Ла-Сілья          | UESAC                            |
| (24740) 1992 EW16              | 1992 EW16            | 1 березня 1992    | Обсерваторія Ла-Сілья          | UESAC                            |
| (24741) 1992 EW17              | 1992 EW17            | 3 березня 1992    | Обсерваторія Ла-Сілья          | UESAC                            |
| (24742) 1992 GN2               | 1992 GN2             | 4 квітня 1992     | Обсерваторія Ла-Сілья          | Ерік Вальтер Ельст               |
| (24743) 1992 NF                | 1992 NF              | 2 липня 1992      | Паломарська обсерваторія       | Е. Гелін                         |
| (24744) 1992 OD5               | 1992 OD5             | 26 липня 1992     | Обсерваторія Ла-Сілья          | Ерік Вальтер Ельст               |
| (24745) 1992 QY                | 1992 QY              | 29 серпня 1992    | Паломарська обсерваторія       | Е. Гелін                         |
| (24746) 1992 RH3               | 1992 RH3             | 2 вересня 1992    | Обсерваторія Ла-Сілья          | Ерік Вальтер Ельст               |
| (24747) 1992 RG5               | 1992 RG5             | 2 вересня 1992    | Обсерваторія Ла-Сілья          | Ерік Вальтер Ельст               |
| 24748 Нернст (Nernst)          | 1992 ST13            | 26 вересня 1992   | Обсерваторія Карла Шварцшильда | Ф. Бернґен, Лутц Шмадель         |
| 24749 Ґребель (Grebel)         | 1992 SM17            | 24 вересня 1992   | Обсерваторія Карла Шварцшильда | Лутц Шмадель, Ф. Бернґен         |
| 24750 Ом (Ohm)                 | 1992 SR17            | 24 вересня 1992   | Обсерваторія Карла Шварцшильда | Ф. Бернґен, Лутц Шмадель         |
| 24751 Кремер (Kroemer)         | 1992 SS24            | 21 вересня 1992   | Обсерваторія Карла Шварцшильда | Ф. Бернґен                       |
| (24752) 1992 UN                | 1992 UN              | 19 жовтня 1992    | Обсерваторія Кушіро            | Сейджі Уеда, Хіроші Канеда       |
| (24753) 1992 UU5               | 1992 UU5             | 28 жовтня 1992    | Обсерваторія Кітамі            | Кін Ендате, Кадзуро Ватанабе     |
| 24754 Зелліфрі (Zellyfry)      | 1992 UE6             | 31 жовтня 1992    | Окутама                        | Цуному Хіокі, Шудзі Хаякава      |
| (24755) 1992 UQ6               | 1992 UQ6             | 28 жовтня 1992    | Обсерваторія Кушіро            | Сейджі Уеда, Хіроші Канеда       |
| (24756) 1992 VF                | 1992 VF              | 2 листопада 1992  | Касіхара                       | Фуміякі Уто                      |
| (24757) 1992 VN                | 1992 VN              | 1 листопада 1992  | Обсерваторія Кітамі            | Масаюкі Янаї, Кадзуро Ватанабе   |
| (24758) 1992 WZ                | 1992 WZ              | 17 листопада 1992 | Обсерваторія Дінік             | Ацуші Суґіе                      |
| (24759) 1992 WQ1               | 1992 WQ1             | 18 листопада 1992 | Окутама                        | Цуному Хіокі, Шудзі Хаякава      |
| (24760) 1992 YY1               | 1992 YY1             | 18 грудня 1992    | Коссоль                        | Ерік Вальтер Ельст               |
| 24761 Ahau                     | 1993 BW2             | 28 січня 1993     | Паломарська обсерваторія       | Керолін Шумейкер, Юджин Шумейкер |
| (24762) 1993 DE1               | 1993 DE1             | 25 лютого 1993    | Обсерваторія Оїдзумі           | Такао Кобаяші                    |
| (24763) 1993 DV2               | 1993 DV2             | 20 лютого 1993    | Коссоль                        | Ерік Вальтер Ельст               |
| (24764) 1993 DX2               | 1993 DX2             | 20 лютого 1993    | Коссоль                        | Ерік Вальтер Ельст               |
| (24765) 1993 FE8               | 1993 FE8             | 17 березня 1993   | Обсерваторія Ла-Сілья          | UESAC                            |
| (24766) 1993 FW9               | 1993 FW9             | 17 березня 1993   | Обсерваторія Ла-Сілья          | UESAC                            |
| (24767) 1993 FE12              | 1993 FE12            | 17 березня 1993   | Обсерваторія Ла-Сілья          | UESAC                            |
| (24768) 1993 FC13              | 1993 FC13            | 17 березня 1993   | Обсерваторія Ла-Сілья          | UESAC                            |
| (24769) 1993 FN24              | 1993 FN24            | 21 березня 1993   | Обсерваторія Ла-Сілья          | UESAC                            |
| (24770) 1993 FG28              | 1993 FG28            | 21 березня 1993   | Обсерваторія Ла-Сілья          | UESAC                            |
| (24771) 1993 FA32              | 1993 FA32            | 19 березня 1993   | Обсерваторія Ла-Сілья          | UESAC                            |
| (24772) 1993 FL33              | 1993 FL33            | 19 березня 1993   | Обсерваторія Ла-Сілья          | UESAC                            |
| (24773) 1993 FQ35              | 1993 FQ35            | 19 березня 1993   | Обсерваторія Ла-Сілья          | UESAC                            |
| (24774) 1993 FE38              | 1993 FE38            | 19 березня 1993   | Обсерваторія Ла-Сілья          | UESAC                            |
| (24775) 1993 FT42              | 1993 FT42            | 19 березня 1993   | Обсерваторія Ла-Сілья          | UESAC                            |
| (24776) 1993 FR43              | 1993 FR43            | 19 березня 1993   | Обсерваторія Ла-Сілья          | UESAC                            |
| (24777) 1993 JY                | 1993 JY              | 14 травня 1993    | Обсерваторія Ла-Сілья          | Ерік Вальтер Ельст               |
| 24778 Немсу (Nemsu)            | 1993 KW1             | 24 травня 1993    | Паломарська обсерваторія       | Керолін Шумейкер, Девід Леві     |
| 24779 Преск-Айл (Presque Isle) | 1993 OD2             | 23 липня 1993     | Паломарська обсерваторія       | Керолін Шумейкер, Девід Леві     |
| (24780) 1993 QA1               | 1993 QA1             | 19 серпня 1993    | Паломарська обсерваторія       | Е. Гелін                         |
| (24781) 1993 RU3               | 1993 RU3             | 12 вересня 1993   | Паломарська обсерваторія       | PCAS                             |
| (24782) 1993 SO7               | 1993 SO7             | 17 вересня 1993   | Обсерваторія Ла-Сілья          | Ерік Вальтер Ельст               |
| (24783) 1993 SQ13              | 1993 SQ13            | 16 вересня 1993   | Обсерваторія Ла-Сілья          | Анрі Дебеонь, Ерік Вальтер Ельст |
| (24784) 1993 TV12              | 1993 TV12            | 13 жовтня 1993    | Паломарська обсерваторія       | Генрі Гольт                      |
| (24785) 1993 TM22              | 1993 TM22            | 9 жовтня 1993     | Обсерваторія Ла-Сілья          | Ерік Вальтер Ельст               |
| (24786) 1993 TM24              | 1993 TM24            | 9 жовтня 1993     | Обсерваторія Ла-Сілья          | Ерік Вальтер Ельст               |
| (24787) 1993 TJ27              | 1993 TJ27            | 9 жовтня 1993     | Обсерваторія Ла-Сілья          | Ерік Вальтер Ельст               |
| (24788) 1993 TL28              | 1993 TL28            | 9 жовтня 1993     | Обсерваторія Ла-Сілья          | Ерік Вальтер Ельст               |
| (24789) 1993 TZ29              | 1993 TZ29            | 9 жовтня 1993     | Обсерваторія Ла-Сілья          | Ерік Вальтер Ельст               |
| (24790) 1993 TM31              | 1993 TM31            | 9 жовтня 1993     | Обсерваторія Ла-Сілья          | Ерік Вальтер Ельст               |
| (24791) 1993 TK37              | 1993 TK37            | 9 жовтня 1993     | Обсерваторія Ла-Сілья          | Ерік Вальтер Ельст               |
| (24792) 1993 TB46              | 1993 TB46            | 10 жовтня 1993    | Обсерваторія Ла-Сілья          | Анрі Дебеонь                     |
| (24793) 1993 UT                | 1993 UT              | 22 жовтня 1993    | Обсерваторія Ніхондайра        | Такеші Урата                     |
| 24794 Курланд (Kurland)        | 1993 UB7             | 20 жовтня 1993    | Обсерваторія Ла-Сілья          | Ерік Вальтер Ельст               |
| (24795) 1994 AC17              | 1994 AC17            | 5 січня 1994      | Обсерваторія Кушіро            | Сейджі Уеда, Хіроші Канеда       |
| (24796) 1994 CD18              | 1994 CD18            | 8 лютого 1994     | Обсерваторія Ла-Сілья          | Ерік Вальтер Ельст               |
| (24797) 1994 PD2               | 1994 PD2             | 9 серпня 1994     | Паломарська обсерваторія       | PCAS                             |
| (24798) 1994 PF2               | 1994 PF2             | 9 серпня 1994     | Паломарська обсерваторія       | PCAS                             |
| (24799) 1994 PW3               | 1994 PW3             | 10 серпня 1994    | Обсерваторія Ла-Сілья          | Ерік Вальтер Ельст               |
| (24800) 1994 PC13              | 1994 PC13            | 10 серпня 1994    | Обсерваторія Ла-Сілья          | Ерік Вальтер Ельст               |

| ← Астероїди 20001—30000 → |             |             |             |             |             |             |             |             |             |
| 20001—20100               | 21001—21100 | 22001—22100 | 23001—23100 | 24001—24100 | 25001—25100 | 26001—26100 | 27001—27100 | 28001—28100 | 29001—29100 |
| 20101—20200               | 21101—21200 | 22101—22200 | 23101—23200 | 24101—24200 | 25101—25200 | 26101—26200 | 27101—27200 | 28101—28200 | 29101—29200 |
| 20201—20300               | 21201—21300 | 22201—22300 | 23201—23300 | 24201—24300 | 25201—25300 | 26201—26300 | 27201—27300 | 28201—28300 | 29201—29300 |
| 20301—20400               | 21301—21400 | 22301—22400 | 23301—23400 | 24301—24400 | 25301—25400 | 26301—26400 | 27301—27400 | 28301—28400 | 29301—29400 |
| 20401—20500               | 21401—21500 | 22401—22500 | 23401—23500 | 24401—24500 | 25401—25500 | 26401—26500 | 27401—27500 | 28401—28500 | 29401—29500 |
| 20501—20600               | 21501—21600 | 22501—22600 | 23501—23600 | 24501—24600 | 25501—25600 | 26501—26600 | 27501—27600 | 28501—28600 | 29501—29600 |
| 20601—20700               | 21601—21700 | 22601—22700 | 23601—23700 | 24601—24700 | 25601—25700 | 26601—26700 | 27601—27700 | 28601—28700 | 29601—29700 |
| 20701—20800               | 21701—21800 | 22701—22800 | 23701—23800 | 24701—24800 | 25701—25800 | 26701—26800 | 27701—27800 | 28701—28800 | 29701—29800 |
| 20801—20900               | 21801—21900 | 22801—22900 | 23801—23900 | 24801—24900 | 25801—25900 | 26801—26900 | 27801—27900 | 28801—28900 | 29801—29900 |
| 20901—21000               | 21901—22000 | 22901—23000 | 23901—24000 | 24901—25000 | 25901—26000 | 26901—27000 | 27901—28000 | 28901—29000 | 29901—30000 |